# متحور
المتَحَوُّر (جمعه: متحوّرات) ويُشار إليه أيضًا باسم المتحور الوراثي أو المتحور الجيني (بالإنجليزية: Genetic variant)‏؛ مصطلح أحيائي مستخدم في علمي الفيروسات والأحياء الدقيقة، يُراد به وصف نوع فرعي من الكائنات الحية الدقيقة التي تتمايز وراثيًا عن السلالة الرئيسة بعدد من الطفرات، إلّا إنها لا تختلف بشكل كافٍ عنها لتدخل ضمن تصنيف السلالات ولا توجب تسميتها سلالة قائمة بذاتها منفصلة عن سلالتها الأصلية. مصطلح الأصناف هو الرديف المماثل في علم النبات للتمييز بين الأنواع المختلفة من المستنبتات النباتية.
نصت دراسة صدرت في عام 2012، على أنه: «لا يوجد في مجتمع علم الفيروسات، تعريف مقبول عالميًا لكل من مصطلحات: «سلالة» (بالإنجليزية: Strain)‏، «متحوّر» (بالإنجليزية: Variant)‏، «عزلة» (بالإنجليزية: Isolate)‏، ومعظم علماء الفيروسات ينسخون تعريف المصطلحات من الآخرين». بقي هذا الوضع على حاله في عدم وجود تعريف دقيق لهذه المصطلحات مع نهاية عام 2020، وقد تداخل كل هذه المصطلحات مع بعضها حين أشير إلى المتحور الأول المثير للاهتمام في ديسمبر 2020 (الذي عرف لاحقًا باسم: متحور ألفا) أحد تحورات فيروس كورونا المرتبط بالمتلازمة التنفسية الحادة الشديدة النوع 2، وفي هذا السياق نص الموقع الإلكتروني لمراكز السيطرة على الأمراض والوقاية منها، على أنه: «في الوقت الحاضر في سياق الإشارة إلى هذا المتحوّر، تُستخدم بشكل عام مصطلحات ["variant" / "strain" / "lineage"] بالتبادل من قبل المجتمع العلمي".